# العلاقات الأمريكية اللاوسية
العلاقات الأمريكية اللاوسية هي العلاقات الثنائية التي تجمع بين الولايات المتحدة ولاوس.

## مقارنة بين البلدين
هذه مقارنة عامة ومرجعية للدولتين:
| وجه المقارنة                                              | الولايات المتحدة                                                                                                  | لاوس        |
| --------------------------------------------------------- | --- | ----------- |
| المساحة (كم2)                                             | 9.83 مليون | 236.80 ألف  |
| عدد السكان (نسمة)                                         | 311.58 مليون | 6.86 مليون  |
| الكثافة السكانية (ن./كم²)                                 | 31.7 | 28.97       |
| العاصمة                                                   | واشنطن العاصمة | فيينتيان    |
| اللغة الرسمية                                             | لغة إنجليزية | اللغة اللاو |
| العملة                                                    | دولار أمريكي | كيب لاوي    |
| الناتج المحلي الإجمالي (بليون دولار)                      | 19.39 تريليون | 16.85 مليار |
| الناتج المحلي الإجمالي (تعادل القوة الشرائية) بليون دولار | 18.04 تريليون | 38.71 مليار |
| الناتج المحلي الإجمالي الاسمي للفرد دولار أمريكي          | 56.12 ألف | 1.82 ألف    |
| الناتج المحلي الإجمالي للفرد دولار أمريكي                 | 54.63 ألف |             |
| مؤشر التنمية البشرية                                      | 0.920 | 0.575       |
| رمز المكالمات الدولي                                      | +1 | +856        |
| رمز الإنترنت                                              | .us، حكومة، .mil، Edu.                                                                                            | .la         |
| المنطقة الزمنية                                           | توقيت ساموا الأمريكية، توقيت أطلنطي موحد، منطقة زمنية وسطى، توقيت ألاسكا ‏، المنطقة الزمنية الجبلية، توقيت تشامرو ‏ | ت ع م+07:00 |

## مدن متوأمة
في ما يلي قائمة باتفاقيات التوأمة بين مدن أمريكية ولاوسية:
- ترتبط أورلاندو مع فيينتيان باتفاقية توأمة.[17]

## منظمات دولية مشتركة
يشترك البلدان في عضوية مجموعة من المنظمات الدولية، منها:
| علم المنظمة | اسم المنظمة                        | تاريخ انضمام الولايات المتحدة | تاريخ انضمام لاوس |
| ----------- | ---------------------------------- | ----------------------------- | ----------------- |
|             | منظمة حظر الأسلحة الكيميائية       | ?                             | ?                 |
|             | بنك التنمية الآسيوي                | 1966                          | 1966              |
|             | البنك الدولي للإنشاء والتعمير      | 27 ديسمبر 1945                | 5 يوليو 1961      |
|             | منظمة الشرطة الجنائية الدولية      | ?                             | ?                 |
|             | وكالة ضمان الاستثمار متعدد الأطراف | 12 أبريل 1988                 | 5 أبريل 2000      |
|             | منتدى آسيان الإقليمي ‏              | ?                             | ?                 |
|             | مؤسسة التنمية الدولية              | 24 سبتمبر 1960                | 28 أكتوبر 1963    |
|             | الأمم المتحدة                      | 24 أكتوبر 1945                | 14 ديسمبر 1955    |
|             | يونسكو                             | 4 نوفمبر 1946                 | 9 يوليو 1951      |
|             | مؤسسة التمويل الدولية              | 20 يوليو 1956                 | 29 يناير 1992     |

## وصلات خارجية
- موقع وزارة الخارجية الأمريكية